# Liste der Biografien/Eik
Liste der Biografien |
Portal Biografien |
Personensuche
# |
A |
B |
C |
D |
E |
F |
G |
H |
I |
J |
K |
L |
M |
N |
O |
P |
Q |
R |
S |
T |
U |
V |
W |
X |
Y |
Z |
?
 
Ea |
Eb |
Ec |
Ed |
Ee |
Ef |
Eg |
Eh |
Ei |
Ej |
Ek |
El |
Em |
En |
Eo |
Ep |
Eq |
Er |
Es |
Et |
Eu |
Ev |
Ew |
Ex |
Ey |
Ez
 
Eia |
Eib |
Eic |
Eid |
Eie |
Eif |
Eig |
Eih |
Eij |
Eik |
Eil |
Eim |
Ein |
Eip |
Eir |
Eis |
Eit |
Eiv |
Eix |
Eiy |
Eiz
Die Liste der Biografien führt alle Personen auf, die in der deutschsprachigen Wikipedia einen Artikel haben. Dieses ist eine Teilliste mit 35 Einträgen von Personen, deren Namen mit den Buchstaben „Eik“ beginnt.

## Eik
- Eik, Alf Emil (* 1953), norwegischer Multiinstrumentalist, Sänger, Komponist und Produzent
- Eik, Jan (* 1940), deutscher Schriftsteller und Sachbuchautor

### Eika
- Eika, Hallvard (1920–1989), norwegischer Politiker (Venstre), Minister und Landwirt
- Eika, Jonas (* 1991), dänischer Schriftsteller

### Eike
- Eike von Repgow, Verfasser des Sachsenspiegels, des ältesten Rechtsbuches in deutscher SpracheEike von Repgow

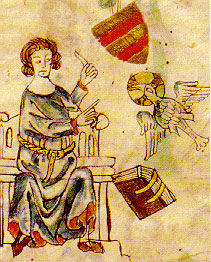
Eike von Repgow

- Eike, Åsmund Brede (* 1970), norwegischer Schauspieler
- Eikeland, Amalie Vevle (* 1995), norwegische Fußballspielerin
- Eikeland, Tore (1990–2011), norwegischer Politiker
- Eikelbeck, Heinz (1926–2011), deutscher Politiker (SPD)
- Eikelboom, Marten (* 1973), niederländischer Hockeyspieler
- Eikelenboom, Katinka (* 1982), niederländische Journalistin und Politikerin
- Eikelkamp, Erich, deutscher Badmintonspieler
- Eikelmann, Lutz (* 1967), deutscher Jazz-Musiker
- Eikelmann, Manfred (* 1954), deutscher germanistischer Mediävist
- Eikelmann, Renate (* 1949), deutsche Kunsthistorikerin
- Eikemeier, Fritz (1908–1985), deutscher Kommunist, Widerstandskämpfer gegen das NS-Regime, KZ-Häftling und Polizeipräsident von Ost-Berlin
- Eikemeier, Uwe (1943–2017), deutscher Verpackungs- und Kartonage-Unternehmer
- Eikenberry, Jill (* 1947), US-amerikanische SchauspielerinJill Eikenberry (* 1947)

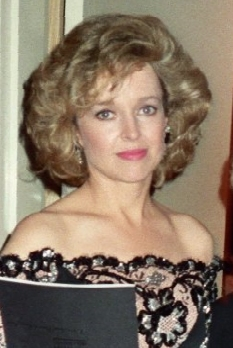
Jill Eikenberry (* 1947)

- Eikenberry, Karl (* 1951), US-amerikanischer Botschafter und pensionierter General
- Eikenbusch, Gerhard (* 1952), deutscher Pädagoge und Schriftsteller
- Eikenroth, Andreas (* 1966), deutscher Comiczeichner
- Eikeri, Ulrikke (* 1992), norwegische Tennisspielerin
- Eikermann, Jaden (* 2005), deutscher Wasserspringer
- Eikermann, Michaela (* 1973), deutsche Gesundheitswissenschaftlerin und Medizinerin
- Eikermann, Wilhelm (1881–1964), deutscher Hotelier und Politiker

### Eikh
- Eikhlein, Henry (* 1960), myanmarischer römisch-katholischer Geistlicher, Bischof von Pathein
- Eikhof, Ernst (1892–1978), deutscher Fußballspieler
- Eikhof, Otto (1883–1974), deutscher Fußballspieler

### Eiki
- Eiki, Eiki (* 1971), japanische Mangaka
- Eikind, Lars, norwegischer Metal-Sänger und -Bassist
- Eiking, Odd Christian (* 1994), norwegischer Radrennfahrer

### Eikm
- Eikmeier, Felix (* 1992), deutscher Kanupolosportler
- Eikmeier, Friedrich Wilhelm (* 1872), deutscher Konditor und Politiker (DDP)

### Eikr
- Eikrem, Magnus Wolff (* 1990), norwegischer Fußballspieler

### Eiks
- Eiksund Sæthre, Jakob (* 1999), norwegischer Nordischer Kombinierer